# Nordstadt (Bonn)

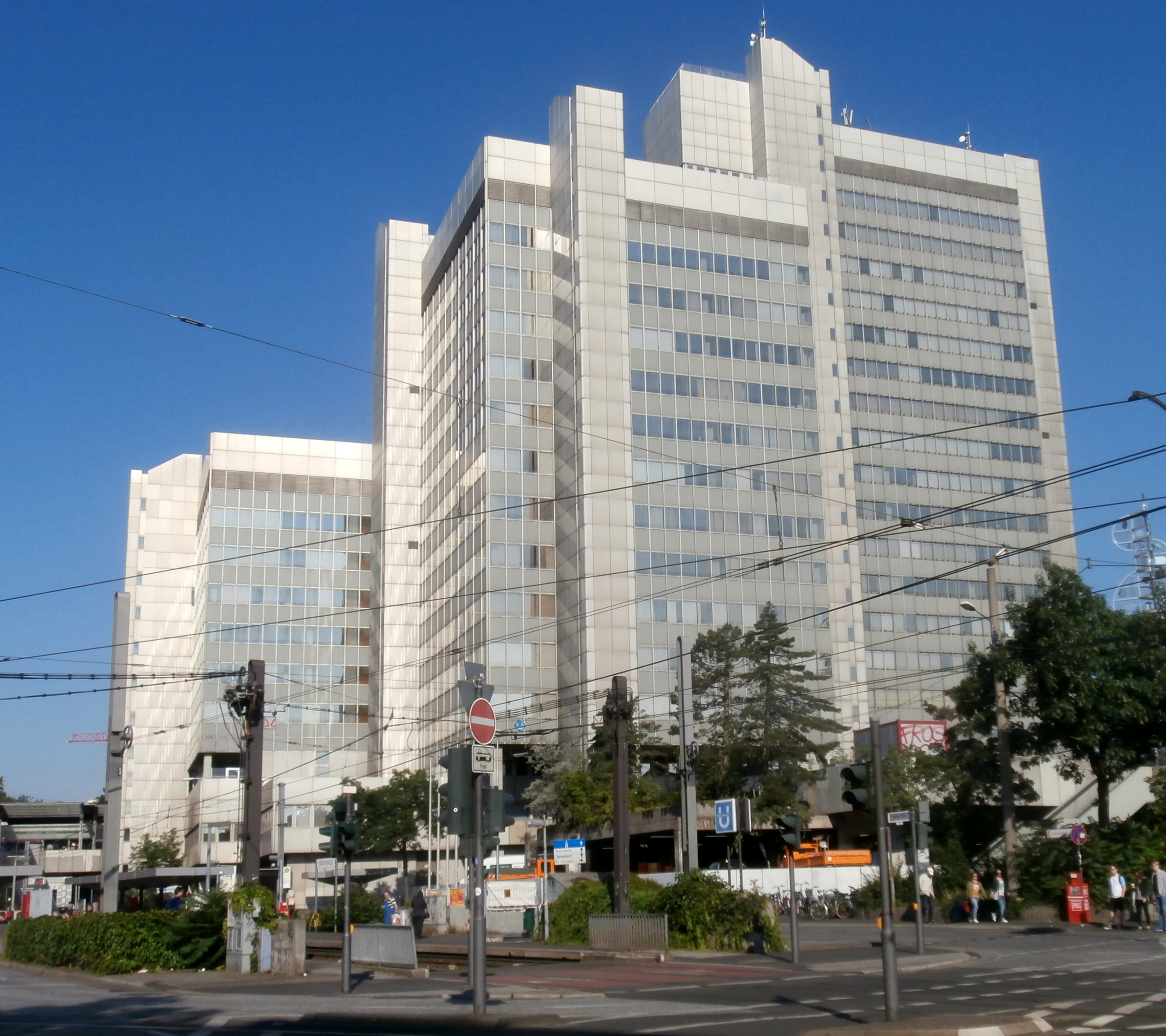
Stadthaus am südlichen Rand der Nordstadt

Die Nordstadt ist ein Ortsteil der Bundesstadt Bonn im gleichnamigen Stadtbezirk. Er liegt nordwestlich vom Zentrum und hat etwa 16.000 Einwohner.
Der Ortsteil entspricht in etwa den statistischen Bezirken Ellerviertel und Vor dem Sterntor.

## Geschichte und Gebäudestruktur
Die heutige Nordstadt entstand etwa zur selben Zeit wie die Südstadt. Im Gegensatz zur landschaftlich begünstigten Südstadt entwickelte sich die nördliche Stadterweiterung allerdings zu einer Wohnlage der unteren Mittelschicht. Als wesentliche Erschließungsachsen fungierten frühere „Flurwege“, u. a. die Breite Straße und die Heerstraße. In den 1870er Jahren wurde die Adolfstraße erschlossen – als Parallele zur Heerstraße. Nachdem die Baumaßnahmen bis in die 1890er Jahre weitgehend ungeplant verliefen, lagen der Stiftsgasse, die 1891–1899 errichtet wurde, erstmals umfassendere Planungen zugrunde. Auch die Kasernenstraße und die vom 1910 erbauten Kaiser-Karl-Ring ausgehenden Straßen, die in den Jahren 1893–1898 angelegt wurden, fußten auf detaillierteren Entwürfen. Nach Nordosten hin bildete die Kölnstraße eine Begrenzung der Stadterweiterung.
Die Wohngebäude des entstandenen Stadtteils wurden im Souterrain bzw. in Anbauten auch gewerblich genutzt. Die unterschiedliche Ausstattung der überwiegend dreiachsigen und dreigeschossigen Häuser ist in den unterschiedlichen Wünschen der Nutzer begründet. Balkone und Vorgärten wurden im Gegensatz zur Südstadt nicht eingerichtet.
Von 1973 bis 1977 wurde am südlichen Rand des Stadtteils das neue Bonner Stadthaus errichtet, der damit verbundene Abriss mehrerer Straßenzüge führte zu Protesten. Seit 1975 wurde die Nordstadt im Rahmen von Stadterneuerungsmaßnahmen grundlegend saniert; das gesamte Viertel steht seit 1990 unter Denkmalschutz.

## Altstadt

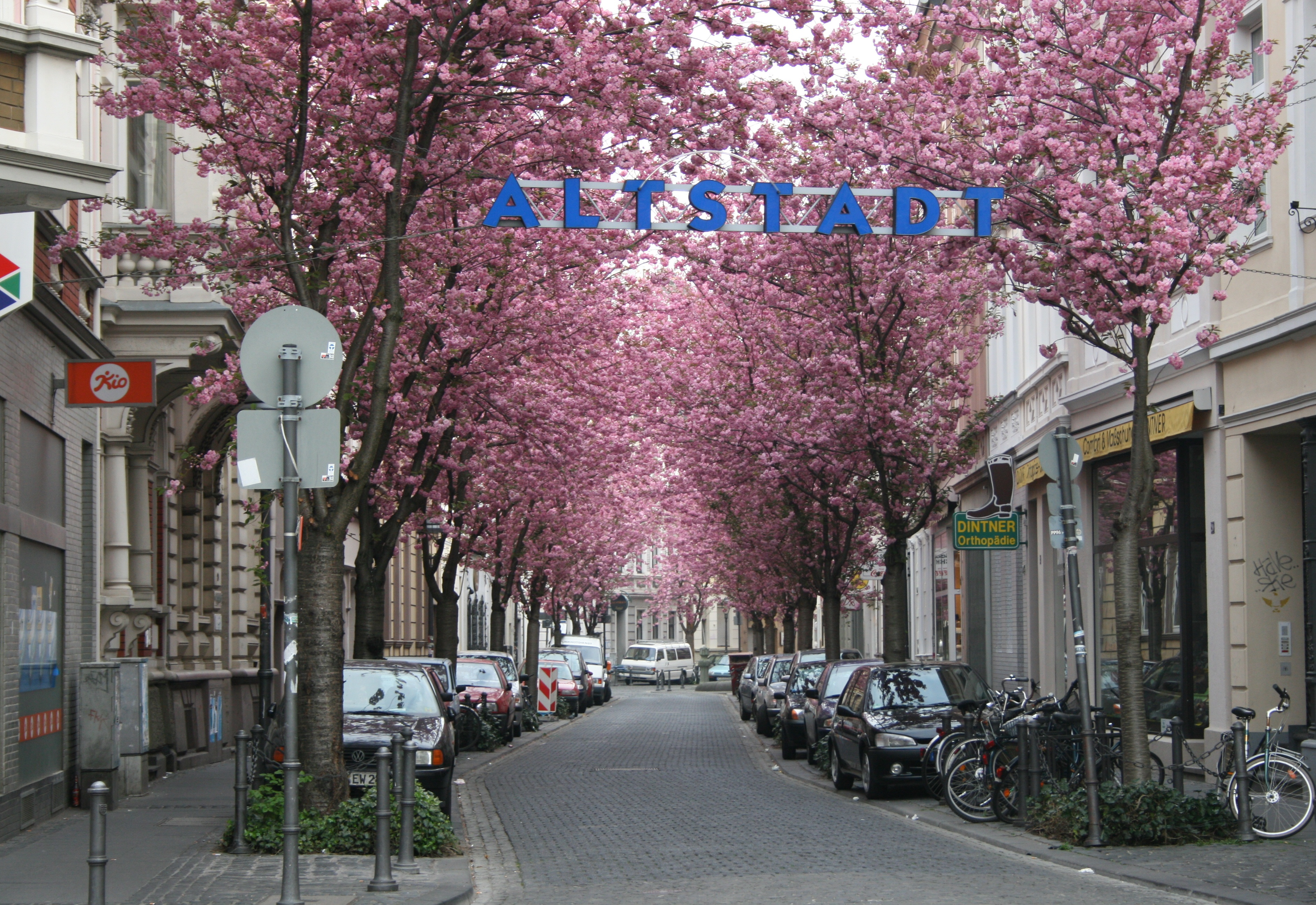
Zugang zur Inneren Nordstadt: Blick in die Breite Straße

Der südliche Teil der Nordstadt (Innere Nordstadt) ist geprägt von alten Häusern und engen, verwinkelten Straßen. Er wird daher seit den mittleren 1970er Jahren als Altstadt bezeichnet. Die innere Nordstadt war damals bereits ein vor allem bei Studenten und Schülern beliebtes Kneipenviertel. Mehrere Gastwirte und Geschäftsleute schlossen sich damals zur Altstadt-Initiative zusammen. Die beteiligten Lokale erhielten Schilder mit der Aufschrift „Altstadt – das Herz von Bonn“. Der Ausdruck Altstadt war orientiert am Vorbild der Düsseldorfer Altstadt, die damals bereits als Kneipenviertel einen legendären Ruf besaß. Tatsächlich liegt die Innere Nordstadt aber nicht auf dem Gebiet der historischen Bonner Altstadt. Diese, auch de Kuhl genannt, lag vielmehr zwischen Markt, Rathaus und Rheinufer und reichte im Norden bis zum Stiftsplatz in unmittelbare Nachbarschaft zur Nordstadt. Die historische Bonner Altstadt wurde durch Luftangriffe im Zweiten Weltkrieg schwer getroffen. Als Wohnviertel unbeliebt und von geringem Prestige, wurde sie in den 1950er Jahren weiträumig abgerissen und durchgehend mit Neubauten im Stil der 50er, 60er und 70er Jahre überbaut. In der Brüdergasse erinnert bis heute eine Aufschrift mit stilisiertem Stadtplan an diese „Altstadt-Umlegung“. Der Ausdruck Altstadt geriet in Bonn außer Gebrauch; dadurch, dass er damit „frei“ geworden war, konnten ihn die Nordstadt-Wirte um 1975 auf die Gegend zwischen Breite Straße und Heerstraße übertragen, und es entstand die Neue Altstadt. Die ansässigen Geschäftsleute halten bis heute an diesem Gebrauch fest und haben dort ein die Breite Straße überspannendes Schriftband „Altstadt“ angebracht.

## Sehenswürdigkeiten und moderne Nutzung

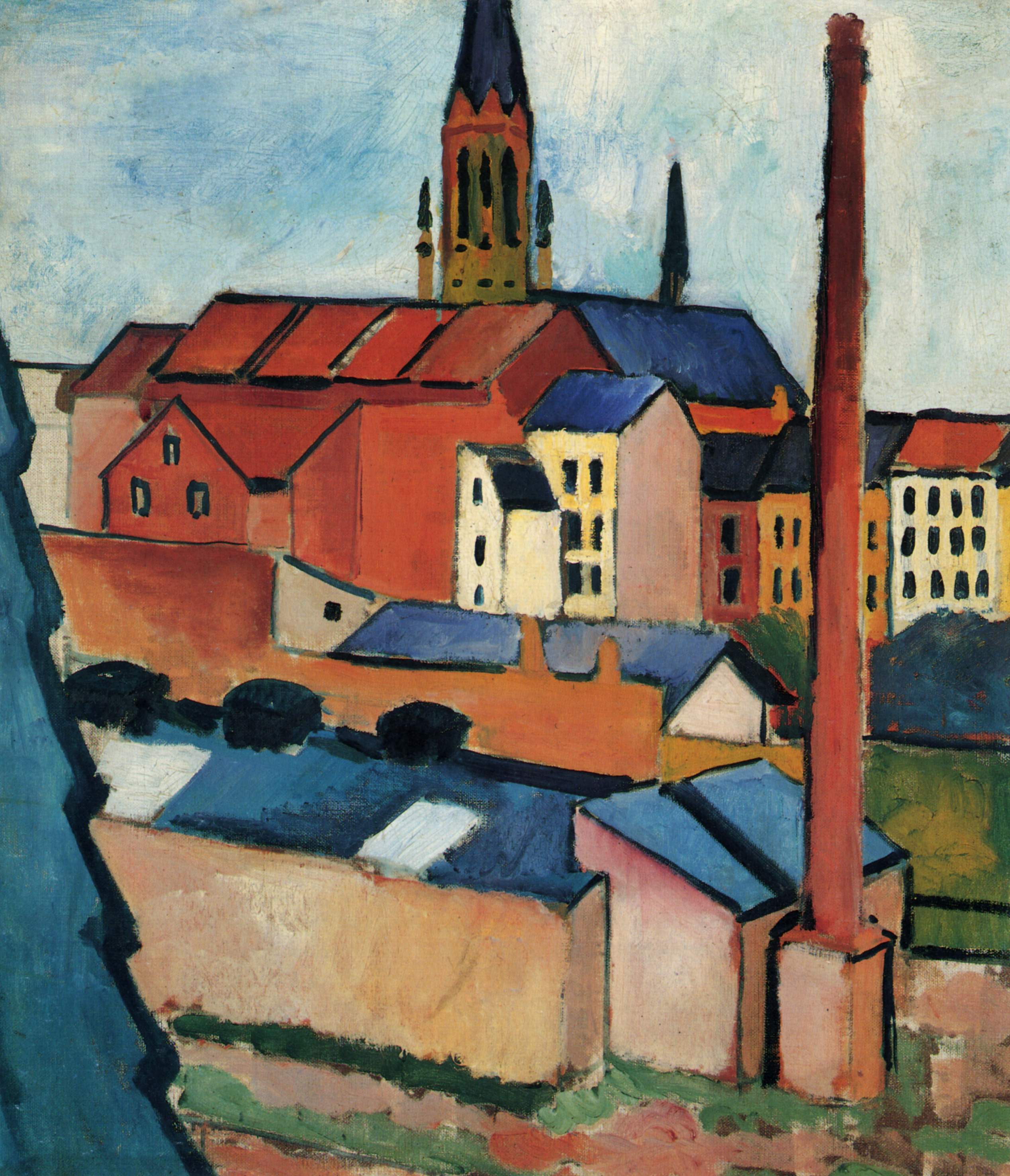
Blick auf die Nordstadt mit St. Marien aus dem Atelier August Mackes

Direkt an der Viktoriabrücke liegt das Museum August-Macke-Haus. In dem Wohnhaus finden Ausstellungen über den Künstler statt. Als weiteres Museum befindet sich das Frauenmuseum in der Nordstadt.
Am südlichen Ende der Nordstadt, neben dem Stadthaus, befindet sich der 1715 angelegte Alte Friedhof mit Grabstätten von Ernst Moritz Arndt, Clara und Robert Schumann, Karl Joseph Simrock, Wilhelm Schmidtbonn und anderen berühmten Bonnern. Gegenüber dem denkmalgeschützten Frankenbad, einem der vier Bonner Hallenbäder, am Hochstadenring, liegen der Bonner Kunstverein und das Künstlerforum Bonn. In der dortigen Artothek besteht die Möglichkeit, zeitgenössische Kunst auszuleihen.
Die auf der Adolfstraße, Ecke Oppenhoffstraße gelegene Stadtkirche St. Marien zählt zu den wichtigsten und stilreinsten Kirchen der Bonner Innenstadt. Das neogotische katholische Gotteshaus wurde 1887 bis 1892 errichtet. Ein neuerer katholischer Kirchenbau aus den 1960er-Jahren ist St. Franziskus.
Östlich des Potsdamer Platzes lag das nicht mehr genutzte Poststadion, in dem sich eine Radrennbahn befand. In der Nordstadt befindet sich auch das Ludwig-Erhard-Berufskolleg für Wirtschaft und Verwaltung. Im Bereich zwischen den ehemaligen Markthallen und dem Verteilerkreis Potsdamer Platz (Anschlussstelle und Endpunkt der A 555) befindet sich das Gewerbegebiet Verteilerkreis. Neben dem Eierlikörhersteller Verpoorten und der Magnetfabrik Bonn haben sich dort einige Autohändler, Drive-in-Restaurants sowie ein Discounter angesiedelt.
Die Kirschblüte in Bonn zieht jedes Jahr zwischen März und April größere Besuchermengen an und hat sich zu einer saisonalen Sehenswürdigkeit entwickelt.